# Ніколи (фільм)
«Ніколи» (рос. «Никогда») — український радянський художній фільм 1962 року режисерів Петра Тодоровського і Володимира Дьяченка.

## Сюжет
На великий суднобудівний завод з Ленінграда приїжджає новий директор Олексин — розумний і принциповий. Його зосередженість призводить до конфлікту з працівниками заводу. Свою мету він бачить у тому, щоб встановити на заводі жорсткі порядки...

## У ролях
- Євген Євстигнєєв
- Нінель Мишкова
- Петро Горін
- Станіслав Хитров
- Євген Лавровський
- Євген Григор'єв
- Леонід Пархоменко
- М. Львова
- Валентина Владимирова
- Валерій Носик
- Т. Богданова
- Світлана Живанкова
- Н. Глєбова

## Творча група
- Сценарій: Григорій Поженян
- Режисер: Петро Тодоровський, Володимир Дьяченко
- Оператор: Петро Тодоровський
- Композитор: Олег Каравайчук